# Dysidea hirciniformis
Dysidea hirciniformis är en svampdjursart som beskrevs av Carter 1885. Dysidea hirciniformis ingår i släktet Dysidea och familjen Dysideidae.
Artens utbredningsområde är havet kring Australien. Inga underarter finns listade i Catalogue of Life.